# Sophie Lutz
Sophie Lutz (* 14. Februar 1982 in Köln) ist eine deutsche Schauspielerin.

## Leben
Lutz absolvierte ihre Ausbildung von 2002 bis 2006 an der Hochschule für Musik und Darstellende Kunst Stuttgart und war u. a. Ensemblemitglied in Osnabrück, Stuttgart und Halle. Schon während ihres Schauspielstudiums spielte sie Theater. Von 2006 bis 2009 war sie festes Ensemblemitglied am Theater Osnabrück. 2009 kehrte sie als Gast ans Staatstheater Stuttgart zurück.
2011 gründete sie mit dem Regisseur Alexander Nerlich und dem Schauspieler Atef Vogel die experimentelle Theatergruppe Collisions. Zwischen 2013 und 2016 arbeitete sie als Gast am neuen theater Halle, 2020 am Schauspiel Leipzig.
Neben ihrer Sprechertätigkeit (u. a. Hörbücher, Features, Märchen) steht Sophie Lutz regelmäßig für Film und Fernsehen vor der Kamera.
Sophie Lutz ist die Schwester des Opernregisseurs und Intendanten Florian Lutz. Seit 2010 lebt sie in Leipzig.

## Filmografie (Auswahl)
- 2004: Fabrixx (Fernsehserie, 1 Folge)
- 2004: Das Maß der Dinge (Kurzfilm)
- 2005: Raus aus dem Garten der Liebe (Kurzfilm)
- 2006: Tatort: Das namenlose Mädchen (Fernsehreihe)
- 2007: Vertraute Angst (Fernsehfilm)
- 2008, 2016: Die Rosenheim-Cops (Fernsehserie, 2 Folgen)
- 2009: Schwarzwaldliebe
- 2014: Tatort: Verbrannt (Fernsehreihe)
- seit 2014: SOKO Leipzig (Fernsehserie, 3 Folgen)
- 2015–2016: Alles Klara (Fernsehserie)
- 2015: Ein Mann unter Verdacht (Fernsehfilm)
- 2017: Tatort: Der rote Schatten (Fernsehreihe)
- 2018: Hanne (Fernsehfilm)
- 2018, 2023: SOKO Stuttgart (Fernsehserie) – Scheitern ist geil, Alte Schulden
- 2018: SOKO Wismar (Fernsehserie) – Der letzte Tango
- 2018: Kruso (Fernsehfilm)
- 2019: Marie Brand und die Liebe zu viert (Fernsehreihe)
- 2019: Tatort: Väterchen Frost (Fernsehreihe)
- 2020: Ballouz (Fernsehserie)
- 2020: Polizeiruf 110: An der Saale hellem Strande (Fernsehreihe)
- 2021: Tatort: Saras Geständnis (Fernsehreihe)
- 2021: Der Bergdoktor (Fernsehreihe) – Was bleibt
- 2021: Spreewaldkrimi: Tote trauern nicht (Fernsehreihe)
- 2023: Ponyherz – Wild und Frei (Kinofilm)
- 2024: Spuk unterm Riesenrad
- 2024: Tatort: Angst im Dunkeln (Fernsehreihe)
- 2024: Polizeiruf 110: Der Dicke liebt

## Bühne (Auswahl)
- Theater Osnabrück
- Theater im Depot (Staatstheater Stuttgart)
- Staatstheater Stuttgart
- neues theater Halle
- Schauspiel Leipzig